# Бабенки (деревня, Москва)
Ба́бенки (впервые встречающие это название часто произносят Бабёнки) — деревня в Троицком административном округе Москвы. Входит в состав района Вороново.
Находится на Калужском шоссе (А130), в 32 км от МКАД. Один из старейших центров токарного промысла Подмосковья. В деревне до перестройки было сосредоточено изготовление токарно-полированных игрушек, производство токарных изделий из кости.
Название происходит от некалендарного личного имени Бабенка. Несмотря на наличие в топонимическом словаре буквы «ё», все обитатели деревни от стариков до детей, а также все жители окрестных поселений, чётко произносят название как «Ба́бенки», с ударением на первый слог. Так же, через «е», название деревни указано в официальных документах как Вороновского поселения, так и Троицкого административного округа Москвы и бывшего Подольского района. На картах Шуберта 1860 года деревня называется «Бабинки». Ударение на первый слог в варианте «Бабинки» звучит более вероятно, чем на второй слог. Очень может быть, что позже стали писать вариант «Бабенки» как более соответствующий правилам современного русского языка. Однако вопрос об опечатке или ошибке составителя словаря остаётся открытым.
Через деревню протекает Бибинской ручей.
В марте−апреле 2020 года рядом с деревней возведена инфекционная больница для заразившихся коронавирусом.

## Население
| 1859 | 1890 | 1899 | 1926 | 2002 | 2006 | 2010 |
| ---- | ---- | ---- | ---- | ---- | ---- | ---- |
| 192  | ↗203 | ↗226 | ↗263 | ↘60  | ↗68  | ↗105 |